# Șmig
Șmig (węg. Somogyom) – wieś w Rumunii, w okręgu Sybin, w gminie Alma. W 2011 roku liczyła 857 mieszkańców.